# جين فرانكو
جين فرانكو (بالإنجليزية: Jean Franco)‏ هي أخصائية في الأدب بريطانية، ولدت في 31 مارس 1924 في المملكة المتحدة.